# خونریزی لانه‌گزینی

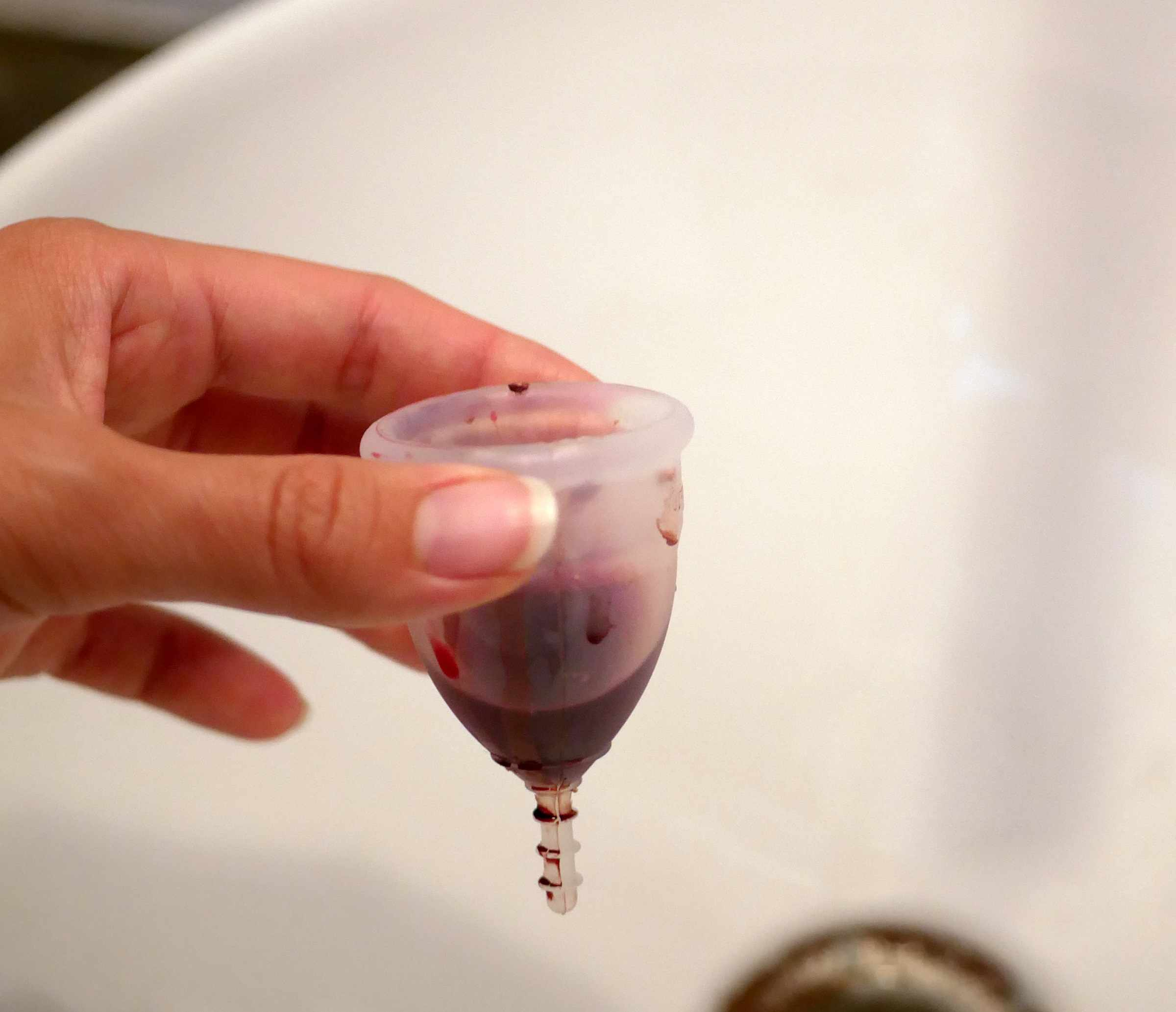
تصویری از وسیله ای که برای جمع کردن خون استفاده میشود

خونریزی لانه‌گزینی (به انگلیسی: Implantation bleeding) مقدار کمی خونریزی یا لکه‌بینی سبک است که می‌تواند در اوایل بارداری به دلیل اتصال و کاشت تخمک بارور شده به داخل رحم رخ دهد. با این حال این اتفاق در همه خانم‌های باردار خونریزی ایجاد نمی‌کند و معدودی از آن‌ها به عنوان علائم اولیه بارداری این خونریزی را تجربه می‌نمایند.

## زمان خونریزی
خونریزی لانه‌گزینی به شکل لکه‌بینی است که حدود ۱۰ تا ۱۴ روز پس از لقاح اتفاق می‌افتد و کاملاً طبیعی است. هنگامی که جنین در پوشش رحم کاشته می‌شود، می‌تواند رگ‌های خونی کوچک را در محلی که در آن فرورفته پاره کند. این شرایط از نظر سلامتی مشکلی ایجاد نخواهد کرد اما ممکن است خون‌هایی که هنگام پاره شدن رگ‌ها بیرون ریخته‌است به‌صورت لکه‌بینی از واژن خارج شوند. رنگ این خونریزی اغلب صورتی یا قرمز تا قهوه ای می‌باشد.
خونریزی لانه‌گزینی معمولاً در زمانی ایجاد می‌شود که انتظار دارید پریودتان شروع شود. با این حال، این نوع خونریزی نسبت به خونریزی قاعدگی سبک‌تر و گرفتگی‌های آن نیز کمتر خواهد بود. برخی از زنان نیز با اینکه باردار شده‌اند اصلاً خونریزی لانه‌گزینی را تجربه نمی‌کنند. گاهی نیز کمی زیاد بوده و ممکن است با خونریزی پریودی اشتباه گرفته شود و متوجه بارداری خود نشوید. خونریزی لانه‌گزینی کم است، خود به خود متوقف می‌شود و نیازی به درمان ندارد. معمولاً بین ۱ تا نهایتاً ۳ روز طول می‌کشد؛ اما در صورتی که شدید و غیرقابل تحمل بود باید به پزشک مراجعه کنید که البته بسیار نادر است و می‌تواند نشانه از سقط زودرس باشد.

## علائم
علامت اصلی خونریزی لانه‌گزینی، همان لکه‌بینی است که به گفته برخی متفاوت از خونریزی دوره پریودی است، زیرا خون تیره‌تر است. برخی از خانم‌ها که این خونریزی را تجربه کرده‌اند می‌گویند خونریزی لانه‌گزینی با درد و گرفتگی خفیف، درد کم، تورم پستان‌ها یا سردرد همراه است.

## تفاوت خونریزی لانه‌گزینی و پریود
از آنجا که خونریزی لانه‌گزینی علامتی است که اغلب می‌تواند قبل از مثبت بودن آزمایش بارداری شما اتفاق بیفتد، تشخیص اینکه آیا خونریزی سبک نشانه اولیه بارداری است یا لکه‌بینی طبیعی منتهی به پریود است، دشوار است و متأسفانه، هیچ راه قطعی برای کشف این موضوع وجود ندارد. بهترین راه برای اینکه بفهمید باردار هستید یا نه این است که چند روز دیگر هم صبر کنید و اگر لکه‌بینی به خونریزی مانند ماه‌های دیگر تبدیل نشد یا قطع شد تست بی بی چک یا آزمایش خون انجام دهید. همچنین اگر زمان آخرین رابطه جنسی خود را یادتان باشد و بیش از دو هفته از آن گذشته باشد بعید است لکه‌بینی شما نشانه لانه‌گزینی باشد.
تقریباً یک سوم از زنانی که گزارش می‌کنند خونریزی لانه‌گزینی را تجربه کرده‌اند، اغلب آن را متمایز از لکه‌بینی معمول قبل از قاعدگی توصیف می‌کنند؛ مثلاً برخی می‌گویند خون در مقایسه با خون دوره عادی تیره و قرمز نیست. سایر افراد همزمان با لکه‌بینی گرفتگی خفیف هم دارند.
اما برای بسیاری از زنان، این دو نوع خونریزی اصلاً تفاوتی ندارد؛ بنابراین اگر تصور کنید که لکه‌بینی لانه‌گزینی دارید و چند روز بعد پریود شوید، یا اگر تصور کنید که خونریزی لانه‌گزینی یک لکه‌بینی طبیعی است و در نهایت باردار باشید، شما تنها نیستید و این وضعیت برای خیلی از خانم‌ها ایجاد می‌شود.